# Siger von Brabant

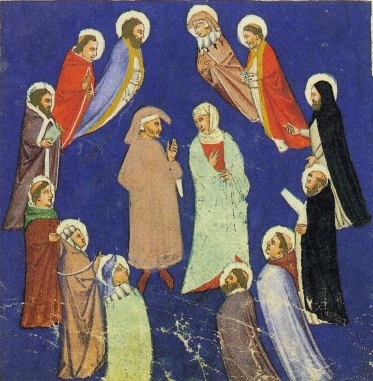
Siger (mit rotem Gewand rechts oben) unter den Weisheitslehrern im Sonnenhimmel von Dantes Paradiso (MS Thott 411.2, 15. Jh.)

Siger von Brabant (lat. Sigerus oder Sigerius de Brabantia, * um 1235/1240 in Brabant; † vor dem 10. November 1284 in Orvieto) war Philosophielehrer an der Pariser Artistenfakultät und Vertreter eines radikalen Aristotelismus, der sich eng an den Aristoteleskommentaren von Averroes orientierte und deshalb später, in Anknüpfung an den von Thomas von Aquin geprägten Begriff averroista („Averroist“), als Averroismus bezeichnet wurde.

## Zur Biographie
Die Person und die Werke Sigers waren über Jahrhunderte in Vergessenheit geraten und wurden erst seit dem 19. Jahrhundert durch die von Ernest Renan und Pierre Mandonnet initiierte Forschung allmählich wiederentdeckt. In der Zuschreibung, Datierung und Deutung der überlieferten Schriften, in der Beurteilung ihrer Orthodoxie und nicht zuletzt in der Frage, wie Thomas von Aquin und Dante Alighieri zu Siger standen, ist die Forschung vielfach kontrovers verlaufen und manches klärungsbedürftig geblieben.

### Aristotelismus in Paris

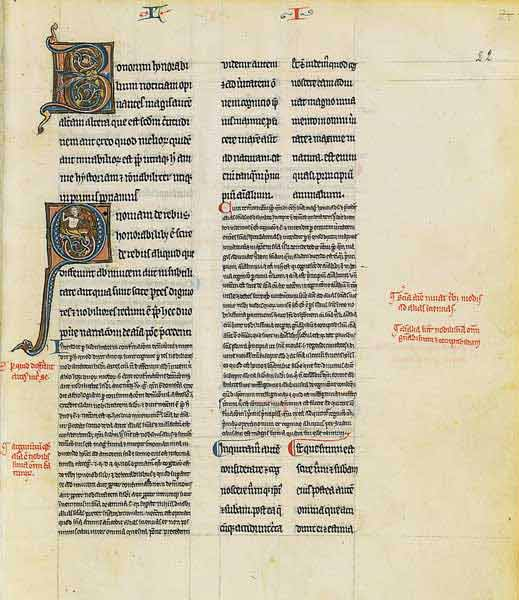
Averroes, De Anima, B.N.F. lat. 16151, f. 22, französische Handschrift aus der Zeit Sigers (3. Viertel des 13. Jh.)

Während die logischen Schriften von Aristoteles in der Übertragung und Kommentierung von Boethius zusammen mit dessen Bearbeitung der Isagoge des Porphyrios seit dem frühen Mittelalter zum festen Lehrstoff der lateinischen Artes gehörten, war das übrige Werk von Aristoteles – die naturphilosophischen Schriften und die drei Bücher De anima, die Metaphysik, die Nikomachische Ethik und die Politik – erst seit dem 12. Jahrhundert durch Übersetzungen aus dem Arabischen und Griechischen bekannt geworden, zu denen auch Übertragungen aus arabischen Aristoteleskommentaren, besonders aus Averroes und Avicenna, sowie Werke von Maimonides und der pseudo-aristotelische Liber de causis hinzukamen. Das Verhältnis von Vernunfterkenntnis (scientia) und Glaube (fides), von Philosophie und Theologie, geriet damit in ein neues Spannungsverhältnis. Bis dahin war im Grundsatz die augustinische Überzeugung leitend gewesen, dass die Vernunft zwar nicht die letzten Mysterien des Glaubens ergründen, aber auch nicht in unauflöslichen Widerspruch zu ihm geraten kann, so dass die Theologie sich auch ihrerseits vertrauensvoll der Vernunftmittel der Philosophie bedienen kann.
Im Angesicht der neuen aristotelischen Schriften und ihrer alles überragenden Systematik und argumentativen Stringenz wurde dieses Vertrauen brüchig. In Paris kam es seit 1210 wiederholt zu Verboten, die zunächst nur die Lektüre und Kommentierung der naturphilosophischen Schriften betrafen, dann aber auch die Metaphysik einschlossen. Erst 1255 übernahm die Pariser Artistenfakultät das aristotelische Corpus ohne Einschränkung in ihr Lehrprogramm und machte es damit zum Pflichtprogramm aller Studenten. Da das Studium der Artes Vorbedingung für das Studium an den anderen drei Fakultäten war, obligatorisch also auch für die Studenten der Theologie, war misstrauischer Widerstand der theologischen Fakultät vorbestimmt. Er ging vor allem von den augustinisch orientierten Franziskanern aus, als deren Wortführer Bonaventura nach 1267 mehrfach zwar nicht so sehr gegen Aristoteles selber, aber gegen dessen zeitgenössische Erklärer agitierte. Eine vermittelnde Position nahm Thomas von Aquin ein, indem er für die wissenschaftliche Systematisierung der Theologie mit den Mitteln der aristotelischen Philosophie eintrat und hierbei auftretende Widersprüche als fehlerhafte Anwendungen der philosophischen Methode auszuräumen versuchte. Indessen gelangten die Lehrer an der Artistenfakultät in dem Bestreben um eine exakte und philosophisch stringente Auslegung des aristotelischen Lehrsystems zunehmend selbstbewusster zu Schlussfolgerungen, die im Wesentlichen bereits bei Averroes vorgebildet waren und in offenem Widerspruch zu grundlegenden kirchlichen Lehrmeinungen standen.

### Die Stellung Sigers
Als einer der Exponenten dieser selbstbewussten Haltung erscheint Siger von Brabant, über dessen Herkunft und Bildungsgang nichts bekannt ist, und der erstmals 1266 als Magister der Artistenfakultät und Anführer einer der Fraktionen (pars Sigerii) im Streit der Nationen an der Pariser Universität bezeugt ist, außerdem in einem späteren Dokument der Inquisition als Kanoniker von Sankt Paul in Lüttich bezeichnet wird. Gemeinsam mit anderen Fakultätskollegen, von denen besonders Boetius von Dacien noch durch bedeutende Schriften hervorgetreten ist, vertrat er mehrere der aus kirchlicher Sicht problematischsten Lehrmeinungen, so besonders die Einheit eines überindividuellen, in allen Menschen sich auswirkenden Intellekts mit daraus folgender Sterblichkeit der individuellen Seele, die Ewigkeit statt Geschaffenheit der Welt und die Determiniertheit der Natur und Unmöglichkeit übernatürlicher Wunderereignisse. Dabei trug er solche Lehrmeinungen zwar als rational zwingende Schlussfolgerungen der via philosophica vor, hielt sich aber stets bedeckt durch die Erklärung, dass er nur philosophische Mittel anzuwenden und die Intentionen von Aristoteles auszulegen habe, den widersprechenden Offenbarungswahrheiten des Glaubens hingegen nichtsdestoweniger prinzipiell der Vorrang zu geben sei.

### Die Kritik von Thomas von Aquin

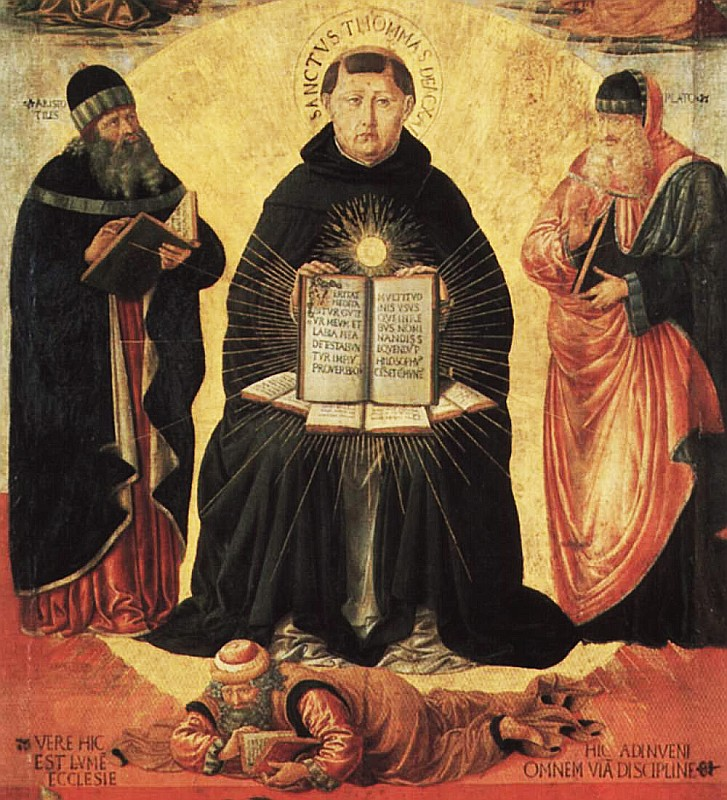
Benozzo Gozzoli, Triumph des Hl. Thomas von Aquin über Averroes, 15. Jh.

Durch diese Entwicklung an der Artistenfakultät musste Thomas sein eigenes Konkordanzprojekt gefährdet sehen, da sie die Widersprüche zwischen der aristotelischen Lehre und der kirchlichen Doktrin betonte, die er seinerseits aufzulösen bemüht war. Hinzu kam, dass er zumindest in einzelnen Punkten zu ähnlichen Ergebnissen gelangt war und deshalb befürchten musste, dass seine vermittelnde Position mit der radikaleren gleichgesetzt werden könnte, wenn er keine klare Distanzierung vornahm. In De unitate intellectus contra averroistas wandte er sich deshalb 1270 mit scharfer Kritik gegen die allgemein als besonders skandalös empfundene averroistische Lehre von der Einheit des Intellekts, von der sich auch sein Lehrer Albertus Magnus schon 1256 nachdrücklich distanziert hatte. Thomas berief sich in seiner Stellungnahme ausdrücklich nicht auf die „documenta fidei“, vermied es also, die Offenbarungswahrheit der Bibel gegen die Philosophie auszuspielen, sondern versuchte vielmehr, im Rahmen einer auf philosophische und philologische Argumente beschränkten Beweisführung Averroes und seinen Nachfolgern philosophische Irrtümer und eine Entstellung des aristotelischen Standpunkts nachzuweisen. Seine Beweisführung wandte sich auch nicht gegen Averroes im Allgemeinen, der für Thomas und die gesamte Scholastik eines der wichtigsten Hilfsmittel für den Zugang zu Aristoteles war und blieb, sondern seine Kritik beschränkte sich auf die spezielle Frage der Einheit des Intellekts. Siger, der mit seinem Quaestionenkommentar zum dritten Buch von De anima in der Forschung als der eigentliche Adressat der Kritik gilt, wurde von Thomas dabei nicht namentlich angesprochen, aber auf ihn bezieht man es, wenn Thomas im Schlusssatz die Herausforderung ausspricht, dass man Widerspruch gegen seine Beweisführung, wenn überhaupt, offen und schriftlich statt in verborgenen Winkeln (in angulis) oder beim Unterricht urteilsunfähiger Knaben vorbringen möge.

### Die Verurteilung von 1270
Dieser Versuch einer argumentativen Disziplinierung konnte jedoch die konservative Fraktion noch nicht besänftigen. Étienne Tempier, ehedem selbst Mitglied der theologischen Fakultät, seit 1263 Kanzler der Universität und dann seit 1268 Bischof von Paris, erließ im Dezember 1270 ein Verbot von 13 Irrtümern, unter Exkommunizierung aller Vertreter dieser Irrtümer, aber ohne solche Vertreter beim Namen zu nennen. Siger konnte den vollen Katalog ohne Einschränkung auf seine Lehren beziehen, während Thomas sich speziell durch den Artikel Nr. 5 betroffen sehen konnte, „dass die Welt ewig ist“, da er dieser Frage in De aeternitate mundi im selben Jahr eine vermittelnde Präzisierung seiner Position gewidmet hatte. Die Verurteilung hatte für keinen der beiden unmittelbare Folgen. Auch Siger, der in einer heute verloren gegangenen Schrift De intellectu auf Thomas geantwortet haben soll, setzte seine Vorlesungen fort und vertrat seine Auffassungen in zum Teil abgeschwächter Form weiter. Bedingt durch Unsicherheiten in der Datierung und Zuschreibung einzelner Werke gehen die Meinungen in der Forschung allerdings auseinander, wie stark Siger seine Positionen modifizierte und sich im Ergebnis dem Thomismus annäherte. 1272 kam es zu einer erneuten Disziplinierungsmaßnahme, als die Artistenfakultät allen lehrenden Mitgliedern bei Androhung des Ausschlusses untersagte, rein theologische Themen wie die Trinität zu behandeln oder auch bei Fragen, die Philosophie und Glauben gleichermaßen betrafen, in der Sache contra fidem (gegen den Glauben) zu urteilen, wobei im Letzteren Fall außer dem Ausschluss auch der Vorwurf der Häresie angedroht wurde. Freies Philosophieren musste unter diesen Bedingungen offenbar klandestinen Charakter annehmen, denn 1276 folgte ein Verbot der Fakultät, in geheimen oder privaten Zirkeln zu lehren.

### Die Verurteilung von 1277
In Briefen vom 18. Januar und 28. April 1277 stellte bald auch Papst Johannes XXI. bei Bischof Tempier Erkundigungen an wegen gerüchteweise bekannt gewordener häretischer Umtriebe „einiger Studenten sowohl der Artes als auch an der theologischen Fakultät“ (nonnulli tam in artibus quam in theologica facultate studentes Parisius). Veranlasst durch das erste dieser beiden Schreiben oder auch aufgrund einer eigenen schon länger vorbereiteten Untersuchung, verurteilte Tempier jedenfalls am 7. März 1277 einen Katalog von nunmehr 219 Irrtümern. Die Verurteilung richtete sich ausdrücklich gegen Mitglieder der Artistenfakultät als Verbreiter der Irrtümer, ohne sie aber auch diesmal beim Namen zu nennen. Von den Zeitgenossen wurde sie nichtsdestoweniger besonders auf Siger und auf Boetius von Dacien bezogen. Auch Positionen von Thomas von Aquin – der drei Jahre zuvor bereits verstorben war – waren von dieser Verurteilung mitbetroffen, so dass 1325 mehrere auf seine Doktrin beziehbare errores im Hinblick auf seine inzwischen erfolgte Heiligsprechung (1323) wieder offiziell durch einen der Nachfolger Tempiers von dieser Liste entfernt wurden.
Der womöglich schwerwiegendste Vorwurf, der zumindest die Forschung besonders beschäftigt hat, ist bereits in der Präambel der Verurteilung formuliert, nämlich der Vorwurf, die Lehre „von zwei gleichsam entgegengesetzter Wahrheiten“ (quasi sint duae contrariae veritates) zu verbreiten, wonach es eine Wahrheit secundum philosophiam und eine andere Wahrheit secundum fidem catholicam gebe. In dieser eindeutigen Form ist der Vorwurf durch die erhaltenen Schriften Sigers oder anderer Zeitgenossen nicht gedeckt. Wo Siger überhaupt auf Widersprüche seiner Darlegungen zur fides hinweist, legt er vielmehr stets Wert darauf, zwar seine Darlegungen als im philosophischen Sinne beweisbar, aber nur die widersprechende Glaubensdoktrin als veritas zu bezeichnen und ihr ausdrücklich den Vorrang einzuräumen.

### Das Ende Sigers
Zum Zeitpunkt der Verurteilung von 1277 hatte Siger Paris bereits verlassen und sich offenbar nach Lüttich zurückgezogen, von wo er mit zwei weiteren ehemaligen Mitgliedern der Pariser Artistenfakultät am 23. November 1276 vor den Inquisitor Frankreichs Simon du Val zitiert wurde. Es ist unbekannt, ob Siger sich dem Gericht stellte. Die wenigen erhaltenen, in ihrem Zeugniswert nicht ganz unzweifelhaften Belege legen jedoch nahe, dass er sich nach Orvieto begab, um sich vor der päpstlichen Kurie zu rechtfertigen, und dass er dort irgendwann vor November 1284 ums Leben kam. Vom 10. November 1284 datiert ein Brief des Franziskaners und Erzbischofs Johannes Peckham, der 1269–1271 Rektor der Pariser Universität und engagierter Vertreter der konservativen Fraktion gewesen war und in seinem Brief nunmehr über Siger und Boetius von Dacien mit Befriedigung vermerkt, dass die beiden in Italien ein jämmerliches Ende gefunden hätten. Eine der Erweiterungen der Chronik von Martin von Troppau teilt mit, dass Siger bald nach der Ankunft an der Kurie von seinem eigenen Sekretär in einem Anfall von Wahnsinn erstochen worden sei (ibique post parvum tempus a clerico suo quasi dementi perfossus periit), in welchem Fall sein Tod eher noch in den späten 70er- statt in den frühen 80er-Jahren anzusetzen wäre. In dem italienischen Gedicht Il Fiore, dessen Verfasser Durante zuweilen mit Dante Alighieri identifiziert wird, rühmt sich Falsembiante, die Personifikation der Heuchelei, Siger an der Kurie in Orvieto ein qualvolles Ende mit dem „Schwert“ bereitet zu haben (Mastro Sighier non andò guari lieto: / A ghiado il fe’ morire a gran dolore / Nella corte di Roma, ad Orbivieto [Fiore 92,9–11]), was den ansonsten wenig wahrscheinlichen Gedanken an eine Hinrichtung nahelegen, aber auch minder konkret einen von Heimtücke begleiteten gewaltsamen Tod umschreiben könnte und dann mit den beiden anderen Zeugnissen noch in etwa vereinbar wäre.

## Siger in Dantes Paradiso

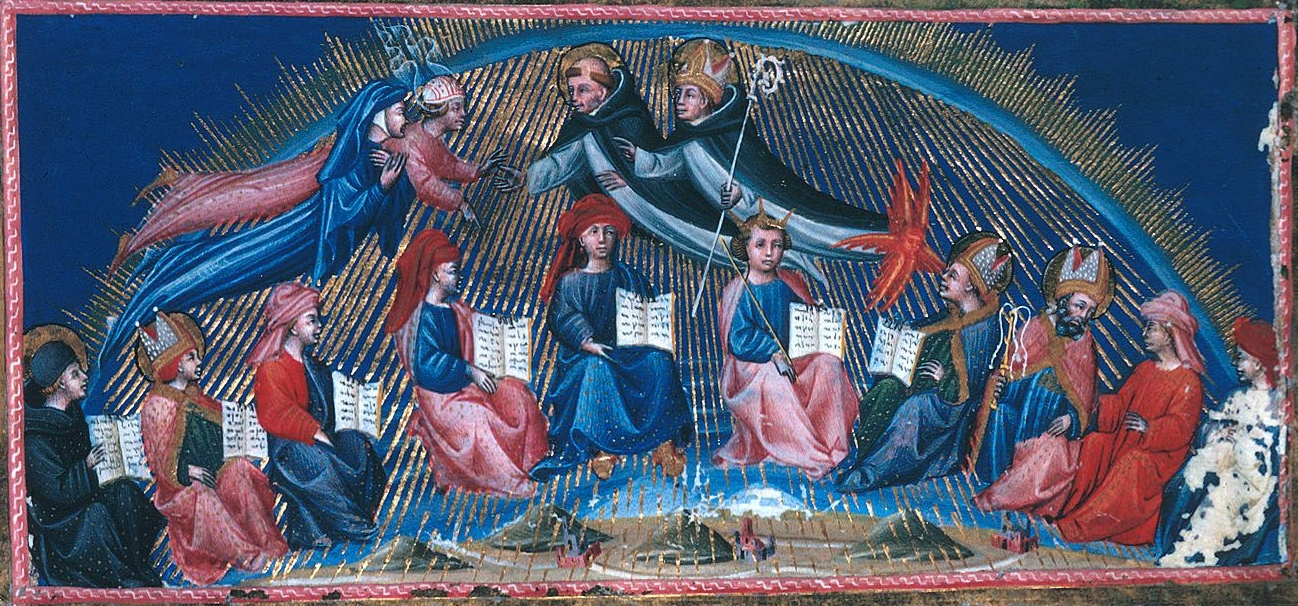
Die Weisheitslehrer im Sonnenhimmel von Dantes Paradiso, Siger möglicherweise als dritter unten von links (MS Yates Thompson 36, 15. Jh.)

Seit der historischen Wiederentdeckung Sigers war das Interesse an der Frage seiner Orthodoxie und seiner Beziehung zu Thomas wesentlich mitbedingt durch Fragen, die von der Darstellung Sigers in Dantes Commedia aufgeworfen werden. Siger erscheint dort in einer der beiden Gruppen von je zwölf Vertretern der Weisheit, deren Lichtseelen im Sonnenhimmel des Paradiso in konzentrischen Kreisen über den Häuptern des Jenseitsbesuchers Dante und seiner Führerin Beatrice schweben, und von denen die erste Gruppe durch Thomas von Aquin und die zweite durch Bonaventura angeführt wird. Thomas, der die Mitglieder seines Kreises der Reihe nach vorstellt – nämlich seinen Lehrer Albertus Magnus, den Kirchenrechtslehrer Gratian, den Theologen Petrus Lombardus, König Salomon, Dionysius Areopagita, dann eine nicht sicher identifizierte Person, bei der es sich um den Kirchenvater Ambrosius oder den Geschichtsschreiber Orosius handelt, Boëthius und schließlich Isidor von Sevilla, Beda Venerabilis und Richard von St. Viktor –, präsentiert als letzten dann auch Siger (Par. 10,133–138):
Questi onde a me ritorna il tuo riguardo,
è ’l lume d’uno spirto che ’n pensieri
gravi a morir li parve venir tardo:
essa è la luce etterna di Sigieri,
che, leggendo nel Vico de li Strami,
silogizzò invidiosi veri.
Dieser, von dem dein Blick zurückkehrt zu mir,
ist das Leuchten eines Geistes, dem es in seinen ernsten Gedanken
mit dem Sterben nicht schnell genug zu gehen schien:
dieses ist das ewige Licht Sigers,
der, bei seinen Vorlesungen in der Rue du Fouarre (dem Sitz der Artistenfakultät),
durch Syllogismen zu neiderregenden Wahrheiten gelangte.
Ähnlich wie in der zweiten Gruppe, wo Bonaventura als letzten mit Joachim von Fiore ebenfalls einen Weisheitslehrer vorstellt, dessen Lehre in einzelnen Punkten mehrfach kirchlich verurteilt worden war, stand die Danteforschung auch im Fall Sigers seit der Wiederentdeckung seiner Werke und historischen Lebensdaten vor der Frage, warum Dante ausgerechnet diesen in seiner Orthodoxie prekären Philosophen in den Kreis dieser Zwölf aufgenommen hat und ihn dann auch noch seinem früheren Widersacher Thomas zur Seite stellt. Man hat dies teils als Bekenntnis Dantes zum Averroismus oder zumindest zu einem Philosophieren frei von Zwängen kirchlicher Dogmatik, teils auch als Hinweis auf eine späte Bekehrung Sigers zum Thomismus interpretiert, wenn nicht angenommen wurde, dass Dante Siger lediglich als bedeutenden Lehrer der Pariser Artistenfakultät kannte, aber von den Kontroversen über seine Lehre keine Kenntnis hatte.
Dantes Wahl Sigers (und auch Joachims) erscheint umso mysteriöser, wenn man berücksichtigt, dass er seine beiden Gruppen von Weisheitslehrern durch ihre Zahl, Anordnung und weitere Merkmale höchst anspielungsreich in eine Beziehung zu den im christlichen Verständnis wichtigsten Weisheitslehrern der Menschheit gesetzt hat, den zwölf Aposteln Christi, und zu weiteren biblischen und kosmischen Zwölfergruppen, die den Aposteln Christi traditionell zugeordnet wurden. In den Apostelkatalogen der Evangelien erscheint in der Position des Zwölften jeweils der Verräter Judas (nach dessen Tod dann per Losentscheid durch Matthias ersetzt). Judas wurde traditionell als Figur aller Verräter, Irrlehrer und Apostaten des christlichen Glaubens interpretiert. Dass Dante Siger (und Joachim) in diesem Sinn als judastypischen Irrlehrer beurteilt hätte, ist zwar sicher auszuschließen, da er ihn sonst unter den Häretikern im Inferno dargestellt hätte. Aber die Schlussposition Sigers in dessen Zwölfergruppe und die Wiederholung dieses Anspielungsprinzips mit Joachim in der zweiten Gruppe macht doch zumindest deutlich, dass die problematische Orthodoxie Sigers Dante ebenso wenig unbekannt war wie diejenige Joachims, sondern von ihm durchaus bewusst reflektiert wird.
Der konkrete biographische Bezug von Dantes Aussage über die, wie es scheint, Todessehnsucht Sigers, ist unbekannt, und auch der genaue Sinn seiner Formulierung invidiosi veri ist nicht ganz klar, aber am ehesten im Sinne des Fiore so zu verstehen, dass Siger durch seine Lehre Neid und Missgunst erregt hatte. Dass Dante Siger speziell als Vertreter der Lehre von der Einheit des Intellekts kannte, ist möglicherweise durch die Bezeichnung seiner Lichtseele als luce etterna di Sigieri angezeigt und dann als ironischer Hinweis zu verstehen, dass Siger im Jenseits genau diejenige „Ewigkeit“ und Unsterblichkeit der individuellen Seele persönlich erfahren und genießen darf, die er ihr zu Lebzeiten im Rahmen seiner Darlegungen zur Einheit des Intellekts absprechen zu müssen gemeint hatte. Wenn also einiges dafür spricht, dass Dante von der Person und Lehre Sigers eine durchaus klare Vorstellung besaß und diese Lehre trotzdem nicht teilte, sondern sie durch den Gnadenakt einer Versetzung ins Paradies geradezu widerlegte, dann bietet sich für das Rätsel seiner Errettung ins ewige Leben eigentlich nur eine einzige naheliegende Lösung an, dass nämlich Dante Siger speziell darum nicht zu den Verdammten zählte, weil dieser auch in seinem ausschließlich vernunftgeleiteten Philosophieren weder über seinen Erkenntnissen verzweifelte noch vom Glauben abfiel, sondern sich die Überzeugung bewahrte, dass im Zweifel dem Glauben und nicht der menschlichen Vernunft die Treue zu halten sei, wie er es einmal in seiner Schrift De anima intellectiva (cap. VII) ausspricht:
Mihi dubium fuit a longo tempore, quid vi naturalis rationis praedicto problemate sit tenendum, et quid senserit Philosophus de dicta quaestione, et ideo in tali dubio fidei adherendum est, quae omnem rationem humanam superat.
Lange war ich im Zweifel, was kraft natürlicher Vernunft von dem genannten Problem zu halten sei, und was der Philosoph (Aristoteles) in dieser Frage dachte, und darum, in einem solchen Zweifel, ist dem Glauben anzuhängen, der alle menschliche Vernunft übersteigt.

## Werkausgaben
Lateinische Ausgaben:
- Matthias Perkams: Siger von Brabant, Quaestiones in tertium De anima: Lateinisch/Deutsch, nebst zwei averroistischen Antworten an Thomas von Aquin – Über die Lehre vom Intellekt nach Aristoteles. Herausgegeben, übersetzt, eingeleitet und mit Anmerkungen versehen. Herder Verlag, Freiburg i.Br. [u. a.] 2007 (= Herders Bibliothek der Philosophie des Mittelalters Band 12), ISBN 978-3-451-29033-6
- Bernardo Bazán: Siger de Brabant, Quaestiones in tertium de anima, De anima intellectiva, De aeternitate mundi. Publications Universitaires, Louvain; Éditions Béatrice-Nauwelaerts, Paris 1972 (= Philosophes médiévaux, 13)
- Cornelio Andrea Graiff: Siger de Brabant, Questions sur la Métaphysique. Texte inédit. Éditions de l'Institut Supérieur de Philosophie, Louvain 1948 (= Philosophes médiévaux, 1)
- William Dunphy, Armand Maurer: Siger de Brabant, Quaestiones in metaphysicam. Éditions de l’Institut Supérieur de Philosophie, Louvain-la-Neuve 1981–1983 (= Philosophes médiévaux, 24–25), vol. I, William Dunphy: Édition revue de la reportation de Munich. Texte inédit de la reportation de Vienne (1981); vol. II, Armand Maurer: Texte inédit de la reportation de Cambridge. Édition revue de la reportation de Paris (1983)
- Géza Sajò: Un traité récemment découvert de Boèce de Dacie, De mundi aeternitate, texte inédit avec une introduction critique. Avec en appendice un texte inédit de Siger de Brabant Super VI metaphysicae. Akadémiai Kiadó, Budapest 1954
- Bernardo Bazán: Siger de Brabant, Écrits de logique, de morale et de physique, edidition critique. Publications Universitaires, Louvain; Éditions Béatrice-Nauwelaerts, Paris 1974 (= Philosophes médiévaux, 14), enthält: Sophisma Omnis homo de necessitate est animal, S. 43–52; Quaestio utrum haec sit vera: homo est animal, nullo homine existente, S. 53–59; Quaestiones logicales, S. 60–66; Impossibilia, S. 67–97; Quaestiones morales, S. 98–105; Quaestiones naturales (Lissabon), S. 106–113; Quaestiones naturales (Paris), S. 114–126; Compendium super De generatione et corruptione, S. 127–140; Quaestiones in Physicam (ed. Albert Zimmermann), S. 149–184
- J. J. Duin: La doctrine de la providence dans les écrits de Siger de Brabant: textes et étude. Publications Universitaires, Louvain; Éditions Béatrice-Nauwelaerts, Paris 1954 (= Philosophes médiévaux, 3), S. 14–50: De necessitate et contingentia causarum.
- Antonio Marlasca: Les Quaestiones super librum de causis de Siger de Brabant: édition critique, Publications Universitaires, Louvain; Éditions Béatrice-Nauwelaerts, Paris 1972 (= Philosophes médiévaux, 12)
- Dragos Calma, Emanuele Coccia: Un commentaire inédit de Siger de Brabant sur la Physique d’Aristote (ms. Paris, BnF, lat. 16297). In: Archives d'histoire doctrinale et littéraire du Moyen Âge 73,1 (2006), S. 283–349

Übersetzungen:
- Matthias Perkams: Quaestiones in tertium De anima (siehe Lateinische Ausgaben)
- Wolf-Ulrich Klünker, Bruno Sandkühler: Menschliche Seele und kosmischer Geist: Siger von Brabant in der Auseinandersetzung mit Thomas von Aquin, mit einer Übersetzung der Schrift Sigers De anima intellectiva (Über die Geistseele). Verlag Freies Geistesleben, Stuttgart 1988 (= Beiträge zur Bewusstseinsgeschichte, 3), S. 39–77 [Deutsche Übersetzung und Deutung aus anthroposophischer Sicht]
- Cyril Vollert, Lottie H. Kendzierski, Paul M. Byrne: On the Eternity of the World (De Aeternitate Mundi). St. Thomas Aquinas, Siger of Brabant, St. Bonaventure. Translated from the Latin, with introductions. Marquette University, Milwaukee (WI) 1984, ISBN 0-87462-216-6, S. 84–95

Elektronische Texte:
- Siger: Quaestiones in tertium de anima (lat.)
- Siger: Questions on Book III of the De anima (engl. Übs. von Robert Pasnau; PDF; 331 kB)
- Siger: Quaestiones in tertium de anima, qu. IX: Utrum sit unus intellectus in omnibus (lat.)
- Siger: De anima intellectiva, cap. VII: Utrum anima intellectiva multiplicetur multiplicatione corporum humanorum (lat.)
- Siger: On the intellective soul, chap. VII: Whether the intellective soul is multiplied in accord with the multiplication of human bodies (engl. Übs. von J. A. Arnold und J. F. Wippel)
- Siger: De aeternitate mundi (lat.)
- Siger: Questions sur la Métaphysique, Reportation de Vienne, Livre VI, Commentaire 1 (franz. Übers. von Fabienne Pironet)
- Thomas von Aquin: De unitate intellectus contra Averroistas (lat.)
- Étienne Tempier: Katalog der 219 verurteilten Lehrmeinungen von 1277 (lat.)